# István Gulyás (Handballspieler)
István Gulyás (* 2. April 1968) ist ein ungarischer Handballtrainer und ehemaliger Handball- und Beachhandballspieler.

## Spielerlaufbahn

### Verein
István Gulyás spielte als mittlerer Rückraumspieler von 1984 bis 1999 beim ungarischen Verein KC Veszprém, mit dem er neunmal ungarischer Meister und ungarischer Pokalsieger wurde. International gewann er mit Veszprém den Europapokal der Pokalsieger 1992, 1993 und 1997 erreichte er das Finale. Für seinen Stammverein erzielte er 500 Tore in der Liga, 125 Tore im Pokal und Supercup sowie 142 Tore im Europapokal. 1995 wurde er zu Ungarns „Handballer des Jahres“ gewählt. Nach vier Jahren beim österreichischen Verein HSG Bärnbach/Köflach ließ er seine Karriere beim unterklassigen ungarischen Klub Rinyamenti KC bis 2006 ausklingen. Im Jahr 2006 wurde er mit Letenye Hyundai BHT ungarischer Meister im Beachhandball.
Sein Trikot mit der Rückennummer „7“ wurde im Jahr 2018 beim KC Veszprém unter das Hallendach gezogen.

### Nationalmannschaft
Mit der ungarischen Nationalmannschaft nahm Gulyás an den Europameisterschaften 1994 (11 Tore) und 1998 (9 Tore) sowie an den Weltmeisterschaften 1995 (13 Tore), 1997 (20 Tore) und 1999 (9 Tore) teil.
Zwischen 1993 und 1999 bestritt er 84 Länderspiele, in denen er 145 Tore erzielte.

### Erfolge
- Ungarischer Meister: 1985, 1986, 1992, 1993, 1994, 1995, 1997, 1998 und 1999
- Ungarischer Pokalsieger: 1989, 1990, 1991, 1992, 1994, 1995, 1996, 1998 und 1999
- Europapokalsieger der Pokalsieger: 1992
  - Finalist: 1993 und 1997
- Weltmeisterschaft: 4. Platz 1997
- Ungarns „Handballer des Jahres“: 1995
- Ungarischer Meister im Beachhandball: 2006

## Trainerlaufbahn
In der Saison 2006/07 trainierte Gulyás den UHK Krems in Österreich. Anschließend betreute er vier Jahre lang den Khaitan SC in Katar. Zurück in Ungarn übernahm er den Trainerposten bei Dunaúvárosi NKS, Váci NKSE und Gyöngyösi KK. 2017 kehrte er zum KC Veszprém zurück und wurde Trainer der zweiten Mannschaft. Nachdem Cheftrainer Ljubomir Vranjes und Sportdirektor Nikola Eklemović im Oktober 2018 entlassen worden waren, übernahm er für eine Woche den Trainerjob. Als mit David Davis ein neuer Trainer gefunden wurde, rückte Gulyás auf den Sportdirektorposten. Dort wurde er 2019 vom ehemaligen Spieler László Nagy abgelöst. Ab 2019 war er Nationaltrainer der ungarischen Mannschaft, mit der er bei der Europameisterschaft 2020 den 9. Platz belegte. Bei der Weltmeisterschaft 2021 erreichte er mit Ungarn den 5. Platz. Nach dem enttäuschenden 15. Platz bei der Europameisterschaft 2022 musste er seinen Posten räumen.

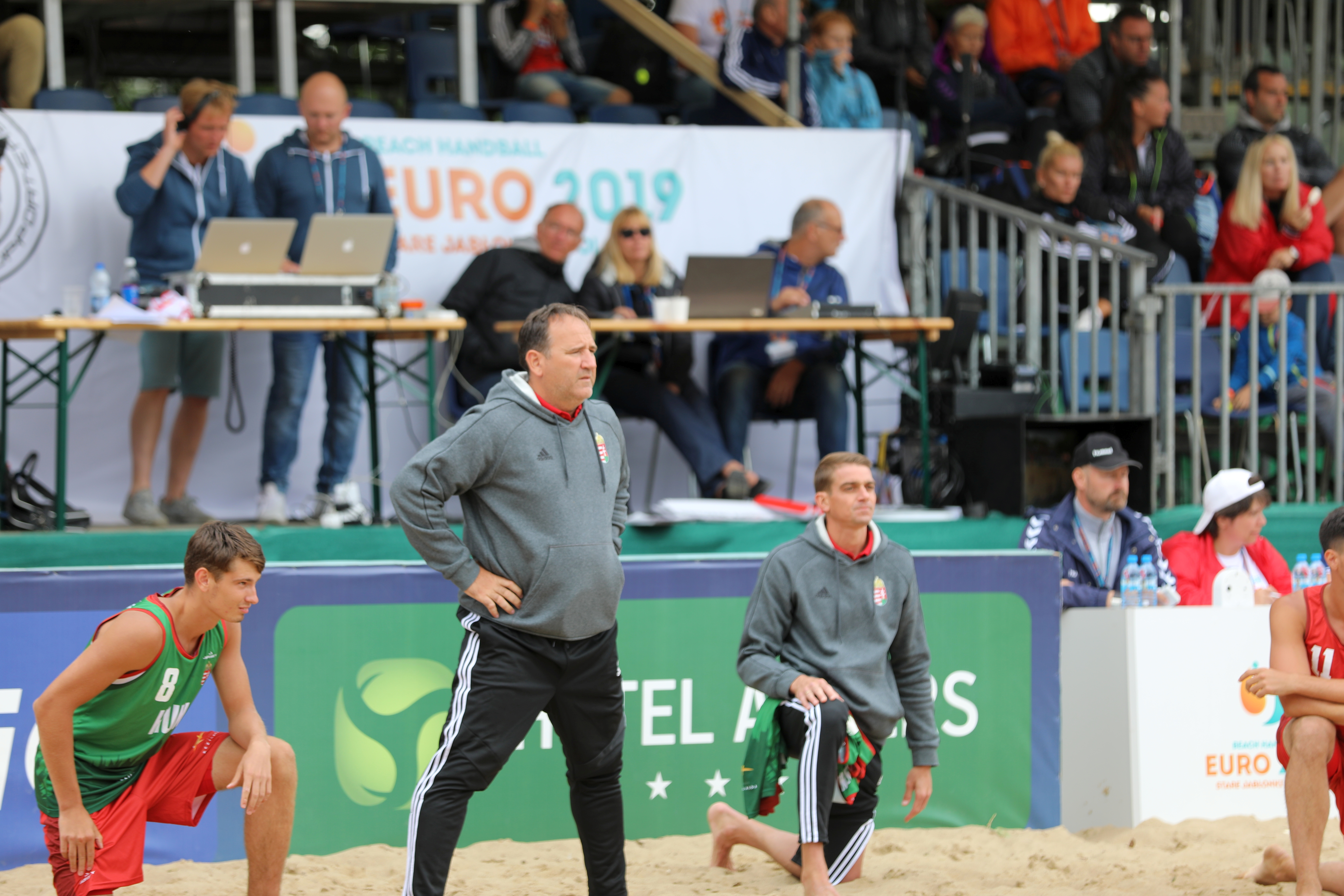
István Gulyás bei der Beachhandball-Europameisterschaft 2019

Daneben betreut Gulyás seit 2014 die Ungarische Beachhandball-Nationalmannschaft der Männer. Unter seiner Führung gewann die Mannschaft die Bronzemedaille bei den Weltmeisterschaften 2018 sowie den Europameisterschaften 2019 und wurde Vierte bei den World Games 2017, den Weltmeisterschaften 2016 sowie den Europameisterschaften 2015 und 2017. Bei den ersten World Beach Games wurde Ungarn 2019 Sechste. Beim ebenfalls erstmals ausgetragenen Qualifikationsturnier zur Europameisterschaft 2023, dem EHF Beachhandball Championship 2022, musste sich seine Mannschaft erst im Finale Deutschland geschlagen geben.

### Erfolge
- Weltmeisterschaft: 5. Platz 2021
- Beach Handball Euro 2019: Bronzemedaille